# Smicridea unicolor
Smicridea unicolor är en nattsländeart som först beskrevs av Banks 1901.  Smicridea unicolor ingår i släktet Smicridea och familjen ryssjenattsländor. Inga underarter finns listade i Catalogue of Life.